# サンティアゴ・ジベルノー
サンティアゴ・ジベルノー（Santiago Gibernau、1988年5月15日 - ）は、ウルグアイのラグビーユニオン選手。

## プロフィール
- ウルグアイ・モンテビデオ出身[1]。
- ポジションはウィング(WTB)。
- 身長 180cm、体重 80kg
- ウルグアイ代表キャップは37（2025年4月現在）でワールドカップ2015のウルグアイ代表に選ばれた[2]。

## 略歴
2011年、カラスコ・ポロに加入。